# 邦萨寺
邦萨寺，又译“帮萨寺”，藏语称“邦萨贡巴”，位于西藏自治区拉萨市墨竹工卡县扎西岗乡琼巴村，是一座藏传佛教萨迦派寺院。

## 简介
邦萨寺位于墨竹工卡县驻地东南，扎西岗乡琼巴村以北2公里的山腰处。邦萨寺由嘉塘·尼玛旺久创建。过去该寺南北宽130米，东西长140米，占地面积18200平方米，由1个拉章（意为活佛居室）和11个夏仓（意为住处）组成。鼎盛时期有喇嘛200到300人，21世纪初有僧人14人，属于萨迦派。
邦萨寺平面呈长方形，为藏式平顶建筑。原建筑已被毁，成为一片废墟。因此该寺创建年代缺乏资料。21世纪初，据该寺老僧人、70岁的阿旺尼玛说，该寺与热振寺同时兴建。
1968年，经墨竹工卡县人民政府批准，该寺开始修复。如今的建筑是1968年后陆续修复的。主要建筑有大殿、佛殿、僧舍等等。
- 大殿：大殿用石块砌成，宽1柱。大殿的门朝东，进门为长方形的庭院，庭院东侧为宽1柱的仓库和长方形的厨房；西南面为6间僧舍，宽1柱。上台阶便到带门廊的大殿。大殿东西设有护法神殿，宽1柱，其内供奉让迥甲姆、依怙札邪玛护法神泥塑像，表情非常恐怖。[2][3]
- 佛殿：大殿里面为佛殿，宽3柱，长方形，供奉多木旦嘉贝嘉措的泥塑像以及“木乃伊”灵塔。灵塔由相轮、塔身、塔座3部分组成，高2.24米。塔座是二龙戏珠木雕方座，底座宽1.1 米，长1.4米；塔身是宝瓶状，宝瓶正面中心有一个小佛龛，其内供奉释迦牟尼鎏金铜像；相轮由13节组成，顶部为太阳和月亮。塔左侧供奉弥勒佛、释迦牟尼、迦叶佛三世佛泥塑像；右侧供奉宗喀巴和贾曹杰、克主杰师徒三尊泥塑像。[2][3]

邦萨寺收藏萨迦·班智达鎏金铜像，是由阔端（元太宗窝阔台次子）为纪念萨迦·班智达而亲自铸造后赠与的礼物之一，高0.45米。《佛教词典》载，萨迦·班智达是“萨迦五祖”（萨钦·贡噶宁波、索南孜摩、扎巴坚赞、萨班·贡噶坚赞、八思巴·洛哲坚赞）中的第四人，原名贝丹顿珠（1182年－1251年）。自幼随三伯父扎巴坚赞受沙弥戒，后来从喀且班钦达纳西拉学习《声明学》、《注释》等等。9岁为人说法。18岁学习《俱舍论》等密法。23岁师从印度智达释迦室利及其弟子僧伽师利等人学习《量释论》等7部因明学著作。25岁从释迦室利受比丘戒。35岁任萨迦寺教主，通晓“五明”（声明、工巧明、医方明、因明、内明），被称作“班智达”。1247年（南宋淳祐七年）奉诏到凉州（今甘肃武威）会见皇太子阔端（成吉思汗之孙），议定西藏归顺元朝之条件，并致信藏地僧俗首领，即《萨班致蕃人书》。他还著有《三律议论》、《正理藏论》、《萨迦格言》等著作。1251年（藏历第四绕迥金猪年）在凉州圆寂，享年70岁。
邦萨寺南侧有一宝瓶塔，传说孕妇难产到此转经便可顺产。此地孕妇多来转经。